# Daytona 500

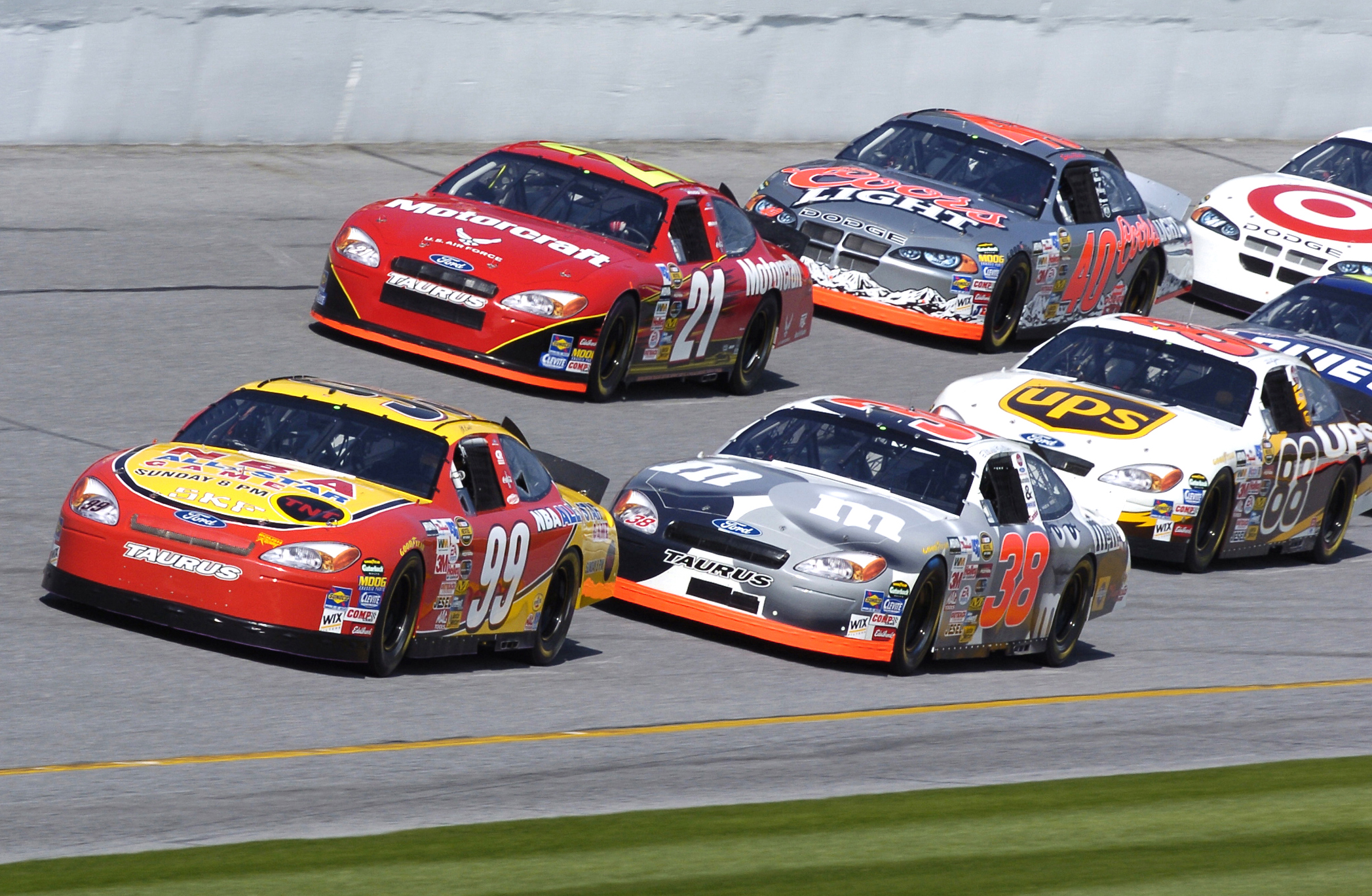
A 2004-es Daytona 500 edzése

A Daytona 500 egy 200 körös, 500 mérföldes (800 km) NASCAR Nextel Cup Series verseny, amelyet minden év februárjában rendeznek meg a floridai Daytona Beachen található Daytona International Speedwayen.
A NASCAR legfontosabb, legrangosabb, valamint a legnagyobb pénzdíjazású versenye, de a bajnoki címért folyó küzdelemben teljesen egyenértékű a többi versennyel. A szezon legelső pontversenye és emiatt is számít igen különlegesnek, hiszen más bajnokságokban és a többi nagy amerikai sportágakban (major sports) az évad végén kerülnek sorra a legnagyobb versenyek és nem a legelején. 1995 óta az Egyesült Államokban a Daytona 500 televíziós nézettsége minden más autósporténál magasabb, még a legnagyobb tradícióval bíró Indianapolis 500-at is felülmúlja e tekintetben. A versenyt úgy is nevezik, hogy a "NASCAR Super Bowl-ja" ("The Super Bowl of NASCAR") és "A nagy amerikai verseny ("The Great American Race").

## Emlékezetes Daytona 500-ak
A verseny a közvetlen jogutódja azoknak a rövidebb versenyeknek, melyeket Daytona Beachen (a tengerparton) rendeztek meg. A Daytona 500-at viszont már a Daytona International Speedwayen tartják, melynek bemutatkozó versenyére 1959-ben került sor.

### 1959–1969
Lee Petty, a híres versenyző család alapítója – melynek leghíresebb tagja a fia, Richard – nyerte meg az első Daytona 500-at 1959. február 22-én, amikor is Johnny Beauchampot győzte le nem mindennapi körülmények között. Petty és Beauchamp éppen a célvonalnál körözte le Joe Weatherly autóját és a bírák az első ítélet szerint Beauchampot hirdették ki győztesnek a három autó közül, amelyek együtt haladtak át a kockás zászló alatt. Miután a célfotót tanulmányozták három napig, az ítéletet megváltoztatták és Petty lett a Daytona 500 hivatalos győztese.

A verseny helyszíne, a Daytona International Speedway

### 1970–1979
Az 1976-os Daytona 500-on Richard Petty vezetett az utolsó körben, amikor a hátsó egyenesen David Pearson megelőzte őt. Petty megpróbált Pearson alá kerülni, de az utolsó kanyarból kijövet nem volt már elég hely erre. A két autó ütközése azt eredményezte, hogy mindketten megpördültek és nem sokkal a célvonal előtt a belső, füves részre sodródtak. Petty nem tudott már kijönni onnan, viszont Pearson képes volt a roncsot átvezetni a célvonalon és ezzel Ő győzött.
Az 1979-es Daytona 500-at Donnie Allison és Cale Yarborough még mindig emlegeti. Vitatkoznak, melyikük mit tett és mit nem a verseny utolsó körében. Viszont, abban mindketten egyetértenek, hogy az a délután teljesen más volt, mint a többi. Az eset örökké vitatéma marad. Van, ami azonban nem: az 1979-es Daytona 500 a legfontosabb verseny volt a NASCAR elmúlt több mint 50 éves történelmében. 1979. február 18-a mindennél jobban beleégette az amerikai köztudatba a széria autós versenyzést, mint addig és azután bármi is.
Ez volt az első, a starttól a célig tartó, élő tévéközvetítés egy 500 mérföldes széria autós versenyről.
Donnie és Cale már csak egymás ellenfelei voltak az utolsó körben, de nekimentek egymásnak a hátsó egyenesben. A harmadik kanyarban ért véget a lökdösődés, sárban tocsogó autóval és heves vérmérsékletű bunyóval.
Donnie bátyja, Bobby egyértelműen azért szállt ki az autójából, hogy ellenőrizze, Donnie jól van-e. Tett tettet követett és hirtelen verekedni kezdett Yarborough-val. Ironikusan, Donnie, aki a baleset egyik résztvevője volt, kicsit távolabb maradt az eseményektől – az esetet megörökítő legjobb fényképen az látható, ahogy nézi Bobby-t, amint éppen Yarborough-t csépeli. Eközben, Richard Petty megszerzi a győzelmet Darrell Waltrip és A.J. Foyt előtt. Donnie Allison és Yarborough 4. és 5. lett egy kör hátránnyal.
Az 500 mérföldes verseny azokban a napokban lett igazán népszerű. Akkor még senki sem sejtette, de azon a versenyen kezdődött minden.
Ez a verseny ismertette meg azokkal az emberekkel a széria autózást, akik azelőtt még nem láttak olyat. Még fontosabb, hogy felfigyeltek a sportra olyan potenciális szponzorok, akik enélkül nem keresték volna fel a NASCAR-t. Északkelet és a Közép-Nyugat nagy részén havazott aznap és a CBS nézettsége minden várakozást megdöntött, mert emberek milliói kénytelen volt otthon ülni és bekapcsolták televízióikat. Ezeknek a számoknak nagy jelentősége volt abban, hogy az ESPN miért döntött a NASCAR közvetítések mellett a '80-as években.

### 1980–1989
1980-ban Buddy Baker felállította az átlagsebesség csúcsot, 177.602 mph (285.809 km/h).
Az 1988-as Daytona 500 volt a legelső verseny, ahol használták az új szűkítő lemezeket (restrictor plates), de kissé kétséges volt még a bevezetésükkor, hogy mennyire válnak majd be. A beszerelésükre azért került sor, mert a sebesség már túl magas volt a superspeedwayeken, mint ahogyan azt Bobby Allison 1987-ben bekövetkezett balesete is mutatta Talladegaban. A versenyen Bobby Allison a célegyenesben előzte meg fiát, Davey Allisont a győzelemért, így családi ünneplést rendezhettek a verseny végén. Bobby lett a legidősebb versenyző, aki Daytona 500-at tudott nyerni. A verseny Richard Petty megpördülése miatt is emlékezetes maradt: az autója a levegőbe emelkedett, majd ledarált egy hosszú darabot a védőkerítésből, ahogy az autója az orrán pörgött, mielőtt megállt volna. Ezután az autóját majdnem a felénél kettévágta az A.J. Foyttal való ütközés és Brett Bodine is eltalálta őt. Petty komolyabb sérülés nélkül szállt ki az autójából.
Az 1989-es Daytona 500-at Darrell Waltrip nyerte meg. Élete első Daytona 500 győzelmét tizenkét kísérlet előzte meg. A közönség hangosan éltette a verseny utáni interjú során a felszabadult, szinte már gyermeki érzelmeit, amint azt kiabálta: "I won the Daytona 500! I won the Daytona 500!" – megfejelve azt egy mára kissé rossz hírűvé vált tánccal. 

### 1990–1999
Az 1990-es Daytona 500 egyik főszereplője Dale Earnhardt volt. Sokszor állt már közel a Daytona 500 győzelemhez, de aznap úgy tűnt, végre haza viheti a kockás zászlót. A 193. körben Geoff Bodine megpördült az egyes kanyarban, amely a harmadik és egyben utolsó sárga zászlót (caution) eredményezte a versenyen. Mindenki kiment a pitbe, kivéve Derrike Cope-ot, aki a pályán maradt továbbra is. A 195. körben újraindították a futamot és Earnhardt hamar visszavette a vezetés és megtartotta azt egészen az utolsó körig. Ott a hátsó egyenesben egy fém alkatrész esett ki Rick Wilson autójából, amikor a motorja feladta a küzdelmet. Earnhardt áthajtott azon, ami egy jobb hátsó defekthez vezetett. Lelassult és Cope elhúzott mellette, ezzel megnyerte élete első NASCAR Winston Cup versenyét (ma már Nextel Cup). Ez volt az első a két Cup karrier győzelméből a viszonylag ismeretlen pilótának (mindkettőt az 1990-es szezonban szerezte). 
Az 1998-as Daytona 500 Dale Earnhardt győzelméről lett híres, aki húsz év próbálkozás után végre nyerni tudott ezen a versenyen. Earnhardt gyakran autózott a legjobb tízben, de a Daytona 500 trófea valahogy mindig kicsúszott a kezei közül. Earnhardt autója a diadal után lassan végig gurult a pit roadon és fogadta az elismerő pacsikat, minden csapat kiküldte az embereit, hogy gratulálhassanak neki. A karrierjének és hagyatékának ezt a meghatározó pillanatát mindenki megünnepelte, függetlenül attól, hogy Earnhardt-drukker volt-e vagy sem.

### 2000 után
A 2001-es Daytona 500 volt a legsötétebb nap a Daytona 500-ak történelmében. Az utolsó kanyarban több autó összeütközött és a NASCAR szupersztár, Dale Earnhardt életét vesztette a balesetben.
A 2002-es Daytona 500-on Sterling Marlin küzdött Jeff Gordonnal a vezetését. Gordon megpördült és ezzel egy nagy balesetet okozott. A NASCAR a piros zászlót léptette érvénybe (megállították a versenyt) és az autókat a hátsó egyenesben várakoztatták. Marlin ekkor kipattant az autójából és megpróbálta az ütközés során megsérült jobb első sárvédőjét elhúzni a keréktől. A piros zászló alatt senki sem végezhet javításokat az autón (még a garázsban dolgozó szerelőknek is fel kell függeszteniük mindenfajta tevékenységet), így Marlint az első pozícióból néhány körrel a verseny vége előtt büntetésből a sor végére küldték. A trófea szinte Ward Burton ölébe hullott.

## A kvalifikáció
"A nagy amerikai versenyre" a kvalifikációs procedúra is különleges.
A legjobb 35 csapatnak az előző évi tulajdonosi ponttáblázat (owner points) alapján biztos az indulása, míg a többiek a hagyományos kvalifikáción és a két kvalifikációs versenyen (Gatorade Duel 1-2) harcolhatják ki az indulás jogát.
A hagyományos kvalifikáció, amit vasárnap (egy héttel a verseny előtt) tartanak, a két kvalifikációs verseny sorrendjét (line up) határozza meg, méghozzá úgy, hogy az első versenyen a belső (inside line), a másodikon meg a külső (outside line) sor indul. Továbbá biztossá válik még az első (pole position) és a második rajtpozíció, valamint a legjobb 35-ön kívül még négyen biztosítani tudják az indulásukat a Daytona 500-ra.
A csütörtökön megrendezett kvalifikációs verseny (1959-1967-ig 100-100 mérföldesek; 1969-2004-ig 125-125 mérföldesek; 2004-től 150-150 mérföldesek) végeredménye alapján a megmaradó négy szabad helyet, valamint a rajtpozíciókat is elfoglalják és ezzel véglegessé válik a Daytona 500 rajtsorrendje (line up).
A volt Cup bajnokoknak (ha többen pályáznak erre a helyre, akkor a legutóbbi bajnoké az elsőbbség) természetesen ebben, az egyedi lebonyolítási rendszerben is fenntartják a 43. rajtpozíciót (Champions provisional).

## Televízió
A Daytona 500 volt a legelső 500 mérföldes autóverseny, amelyet az elejétől a végéig élőben sugároztak, amikor azt a CBS csatorna 1979-ben adására tűzte. Ez az adó egészen 2000-ig közvetítette a NASCAR versenyeket. 2001-től a jogok a FOX és az NBC csatornák között oszlanak meg és az utóbbi hat évben 2,48 milliárd dolláros televíziós szerződést kötöttek meg a NASCAR-ral.
A FOX 2007-től egyedüli jogosult lesz a közvetítésekre a NASCAR új csomagja értelmében.
Melléktermékeként annak, hogy a pályát 1998-ban ellátták világítással és a 2001-es új televíziós csomagnak a versenyek rajtjait későbbi időpontra tudták tolni. 1979-től 2000-ig a zöld zászlót délután negyed egykor lengették meg a keleti-parti idő szerint. Ezt az időpontot délután fél háromra módosították a Nyugati-Parton élőknek kedvezve ezzel. A 2005-ös Daytona 500 naplementében ért véget, először a történelmében és a 2006-os verseny már majdnem teljes sötétségben fejeződött be. Az est leszálltával a pálya körülményei megváltoznak és ez a csapatoknak újabb kihívás az autók beállításaival kapcsolatban az utolsó kiállások alkalmával.
1986-ban a Daytona 500-on a Challenger űrrepülőgép katasztrófájában elhunyt hősökre emlékeztek, közülük is a legismertebb Christa McAuliffe volt, aki az első tanárként járhatott volna az űrben, de a robbanásban tragikusan Ő is az életét vesztette. Tizenhét évvel később, a 2003-as Daytona 500-on a Columbia űrrepülőgép balesetének áldozatai előtt tisztelegtek a versenyzők és a csapatok az autóikon elhelyezett matricákkal, melyek az örök és tiszteletteljes emlék szimbólumaiként kísérték végig a versenyt.

## A Daytona 500 győztesei
| Év    | Versenyző                    | Rajtszám | Autó       | Start | Vezetett körök száma | Pénzdíj    | Átlagsebesség (mérföld) |
| ----- | ---------------------------- | -------- | ---------- | ----- | -------------------- | ---------- | ----------------------- |
| 1959. | Lee Petty                    | 42       | Oldsmobile | 15.   | 38                   | $19,050    | 135,521                 |
| 1960. | Robert G. "Junior" Johnson   | 27       | Chevrolet  | 9.    | 67                   | $19,600    | 124,740                 |
| 1961. | Marvin Panch                 | 20       | Pontiac    | 4.    | 13                   | $21,050    | 149,601                 |
| 1962. | Edward G. "Fireball" Roberts | 22       | Pontiac    | 1.    | 144                  | $24,190    | 152,529                 |
| 1963. | DeWayne L. "Tiny" Lund       | 21       | Ford       | 12.   | 127                  | $24,550    | 151,566                 |
| 1964. | Richard Petty                | 43       | Plymouth   | 2.    | 184                  | $33,300    | 154,334                 |
| 1965. | Fred Lorenzen                | 28       | Ford       | 4.    | 25/129               | $27,100    | 141,539*                |
| 1966. | Richard Petty (2)            | 43       | Plymouth   | 1.    | 108/198              | $28,150    | 160,927*                |
| 1967. | Mario Andretti               | 11       | Ford       | 12.   | 112                  | $48,900    | 146,926                 |
| 1968. | Cale Yarborough              | 21       | Mercury    | 1.    | 76                   | $47,250    | 143,251                 |
| 1969. | LeeRoy Yarbrough             | 98       | Ford       | 19.   | 18                   | $38,950    | 157,950                 |
| 1970. | Pete Hamilton                | 40       | Plymouth   | 9.    | 13                   | $44,850    | 149,601                 |
| 1971. | Richard Petty (3)            | 43       | Plymouth   | 5.    | 70                   | $45,450    | 144,462                 |
| 1972. | A. J. Foyt                   | 21       | Mercury    | 2.    | 167                  | $44,600    | 161,550                 |
| 1973. | Richard Petty (4)            | 43       | Dodge      | 7.    | 17                   | $36,100    | 157,205                 |
| 1974. | Richard Petty (5)            | 43       | Dodge      | 2.    | 73/180               | $39,650    | 140,894*                |
| 1975. | Benny Parsons                | 72       | Chevrolet  | 32.   | 4                    | $43,905    | 153,649                 |
| 1976. | David Pearson                | 21       | Mercury    | 7.    | 37                   | $46,800    | 152,181                 |
| 1977. | Cale Yarborough (2)          | 11       | Chevrolet  | 4.    | 137                  | $63,700    | 153,218                 |
| 1978. | Bobby Allison                | 15       | Ford       | 33.   | 28                   | $56,300    | 159,730                 |
| 1979. | Richard Petty (6)            | 43       | Oldsmobile | 13.   | 12                   | $73,900    | 143,977                 |
| 1980. | Buddy Baker                  | 28       | Oldsmobile | 1.    | 143                  | $102,175   | 177,602                 |
| 1981. | Richard Petty (7)            | 43       | Buick      | 8.    | 26                   | $90,575    | 169,651                 |
| 1982. | Bobby Allison (2)            | 88       | Buick      | 7.    | 147                  | $120,360   | 153,991                 |
| 1983. | Cale Yarborough (3)          | 28       | Pontiac    | 8.    | 23                   | $119,600   | 155,979                 |
| 1984. | Cale Yarborough (4)          | 28       | Chevrolet  | 1.    | 89                   | $160,300   | 150,994                 |
| 1985. | Bill Elliott                 | 9        | Ford       | 1.    | 136                  | $185,500   | 172,265                 |
| 1986. | Geoff Bodine                 | 5        | Chevrolet  | 2.    | 101                  | $192,715   | 148,124                 |
| 1987. | Bill Elliott (2)             | 9        | Ford       | 1.    | 104                  | $204,150   | 176,263                 |
| 1988. | Bobby Allison (3)            | 12       | Buick      | 3.    | 70                   | $202,940   | 137,531                 |
| 1989. | Darrell Waltrip              | 17       | Chevrolet  | 2.    | 25                   | $184,900   | 148,466                 |
| 1990. | Derrike Cope                 | 10       | Chevrolet  | 12.   | 5                    | $188,150   | 165,761                 |
| 1991. | Ernie Irvan                  | 4        | Chevrolet  | 2.    | 29                   | $233,000   | 148,148                 |
| 1992. | Davey Allison                | 28       | Ford       | 6.    | 127                  | $244,050   | 160,256                 |
| 1993. | Dale Jarrett                 | 18       | Chevrolet  | 2.    | 8                    | $238,200   | 154,972                 |
| 1994. | Sterling Marlin              | 4        | Chevrolet  | 4.    | 30                   | $258,275   | 156,931                 |
| 1995. | Sterling Marlin (2)          | 4        | Chevrolet  | 3.    | 105                  | $300,460   | 141,710                 |
| 1996. | Dale Jarrett (2)             | 88       | Ford       | 7.    | 40                   | $360,775   | 154,308                 |
| 1997. | Jeff Gordon                  | 24       | Chevrolet  | 6.    | 40                   | $377,410   | 148,295                 |
| 1998. | Dale Earnhardt               | 3        | Chevrolet  | 4.    | 105                  | $1 059 805 | 172,712                 |
| 1999. | Jeff Gordon (2)              | 24       | Chevrolet  | 1.    | 15                   | $1 172 246 | 161,551                 |
| 2000. | Dale Jarrett (3)             | 88       | Ford       | 1.    | 87                   | $1 277 975 | 155,669                 |
| 2001. | Michael Waltrip              | 15       | Chevrolet  | 19.   | 23                   | $1 331 185 | 161,783                 |
| 2002. | Ward Burton                  | 22       | Dodge      | 19.   | 5                    | $1 409 017 | 130,810                 |
| 2003. | Michael Waltrip (2)          | 15       | Chevrolet  | 4.    | 68/109               | $1 419 406 | 133,870*                |
| 2004. | Dale Earnhardt, Jr.          | 8        | Chevrolet  | 3.    | 59                   | $1 495 070 | 156,341                 |
| 2005. | Jeff Gordon (3)              | 24       | Chevrolet  | 15.   | 28/203               | $1 497 150 | 135,173*                |
| 2006. | Jimmie Johnson               | 48       | Chevrolet  | 9.    | 24/203               | $1 505 120 | 142,734*                |
| 2007  | Kevin Harvick                | 29       | Chevrolet  | 34.   | 4/202                | $1 510 469 | 149,333*                |
| 2008  | Ryan Newman                  | 12       | Dodge      | 7.    | 8/200                | $1,506,045 | 152,672                 |
| 2009  | Matt Kenseth                 | 17       | Ford       | 39.   | 7/152                | $1,536,388 | 132,816*                |
| 2010  | Jamie McMurray               | 1        | Chevrolet  | 13.   | 2/152                | $1,508,449 | 137,284*                |
| 2011  | Trevor Bayne                 | 21       | Ford       | 32.   | 6/152                | $1,463,813 | 130,326*                |
| 2012  | Matt Kenseth (2)             | 17.      | Ford       | 16.   | 50/202               | $1.589.387 | 140,256*                |

*Minden verseny 500 mérföldes (200 kör) volt, kivéve ezek:
- 1965.: 322,5 mérföld (129 kör) eső miatt,
- 1966.: 495 mérföld (198 kör) eső miatt,
- 1974.: 450 mérföld (180 kör) áramkimaradás miatt,
- 2003.: 272,5 mérföld (109 kör) eső miatt,
- 2005. és 2006.: 507,5 mérföld (203 kör) a "caution" szabály miatt.
- 2007.: 505 mérföld (202 kör) a "caution" szabály miatt.
- 2009.: 380 mérföld (152 kör) eső miatt.
- 2010.: 520 mérföld (208 kör) a "caution" szabály miatt.
- 2011.: 520 mérföld (208 kör) a "caution" szabály miatt.
- 2012.: 505 mérföld (202 kör) a "caution" szabály miatt. Az eredeti futam időpontja február 27-én eső miatt csúszott, estére halasztották. Az első éjszakai verseny kedden (február 28) reggel fejeződött be.